# 더글러스 DC-2

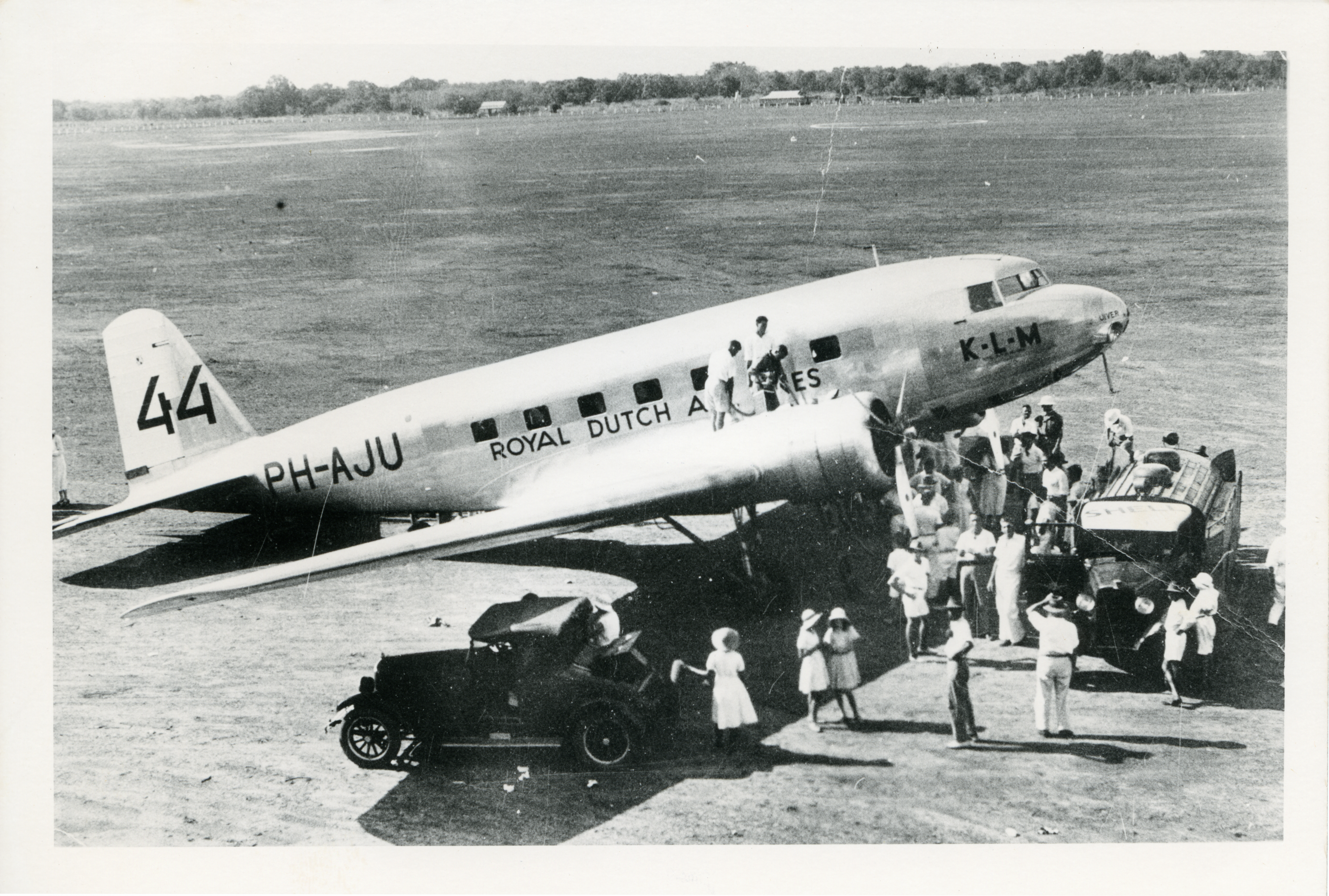
더글러스 DC-2

더글라스 DC-2는 더글러스 DC-1의 기체를 0.61m 연장하여 총 14명의 승객이 탑승할 수 있도록 만든, DC-1의 개량형이다.
DC-2는 전금속제의 저익 단엽기이며 세미 모노코크 구조의 동체와 켄틸레버식 주익과 미익, 접이식 메인 랜딩기어 등 현대식 쌍발 터보프롭 여객기의 면모를 갖추고 있었다. 1934년 5월 11일에 초도 비행을 하였으며, 곧바로 TWA(Transcontinental & Western Air)에 인도되었다.

## 같이 보기
- 더글러스 DC-1
- 더글러스 DC-3
- 보잉 247
- 융커스 Ju 52